# Kyaw Swe
Kyaw Swe est un nom birman ; les principes des noms et prénoms ne s'appliquent pas ; U et Daw sont des titres de respect.
Kyaw Swe (en birman : ကျော်ဆွေ), né le 27 novembre 1959, est un officier et un homme politique birman.

## Biographie
Diplômé de l'Académie des services de défense, il en devient ensuite le directeur. Avec le grade de lieutenant général, il sert à la tête de l'armée du Sud-Ouest à Pathein (région d'Ayeyarwady) pendant le cyclone Nargis. Chef du département de sécurité militaire, il est ministre des Frontières, puis, depuis mars 2016, ministre de l'Intérieur.
En 2017, après l'assassinat de Ko Ni, célèbre avocat et conseiller d'Aung San Suu Kyi, il est soupçonné d'en avoir été le commanditaire, avant que ces allégations soient démenties par le Ministère. Il est aussi mis en cause dans l'arrestation et l'emprisonnement du leader de la Révolution de safran, U Gambira, en janvier 2016, considérés comme arbitraires par le Haut-Commissariat des Nations unies aux droits de l'homme.